# Skydancer/Of Chaos and Eternal Night
Skydancer/Of Chaos and Eternal Night je kompilacija švedskog melodičnog death metal sastava Dark Tranquillity objavljen 1999. godine. Album sadrži pjesme s albuma Skydancer i EP-a Of Chaos and Eternal Night.

## Popis pjesama
| 1.    | »Nightfall by the Shore of Time«  | 4:46 |
| 2.    | »Crimson Winds«                   | 5:25 |
| 3.    | »A Bolt of Blazing Gold«          | 7:12 |
| 4.    | »In Tears Bereaved«               | 3:48 |
| 5.    | »Skywards«                        | 5:05 |
| 6.    | »Through Ebony Archways«          | 3:44 |
| 7.    | »Shadow Duet«                     | 7:04 |
| 8.    | »My Faeryland Forgotten«          | 4:37 |
| 9.    | »Alone«                           | 5:41 |
| 10.   | »Of Chaos and Eternal Night«      | 5:12 |
| 11.   | »With the Flaming Shades of Fall« | 3:28 |
| 12.   | »Away, Delight, Away«             | 5:22 |
| 13.   | »Alone '94«                       | 5:43 |
| 67:07 |                                   |      |

## Zasluge
Dark Tranquillity
- Anders Fridén – vokal (pjesme 1. – 9.)
- Mikael Stanne – gitara (pjesme 1. – 9.), vokal (pjesme 10. – 13.)
- Niklas Sundin – gitara
- Fredrik Johansson – gitara (pjesme 10. – 13.)
- Martin Henriksson – bas-gitara
- Anders Jivarp – bubnjevi